# 屏風表演班
屏風表演班，台灣舞台劇劇團，於1986年10月6日由當時家喻戶曉的電視喜劇明星李國修在台北市成立。其代表作品有風屏系列（《京戲啟示錄》、《半里長城》、《莎姆雷特》、《女兒紅》）、《三人行不行》系列、經典劇作（《北極之光》、《西出陽關》、《徵婚啟事》、《我妹妹》、《六義幫》等）。
屏風表演班共發表40回作品，演出類型涵蓋喜劇、悲劇、或融合傳統京劇、流行歌舞、魔術科幻等戲劇形式，呈現多元風貌；關懷層面遍及人際關係、歷史探索、老兵議題、政治情勢、民生現況、家庭情感等生活息息相關的社會議題。
2013年7月，屏風表演班創團藝術總監李國修病逝，屏風表演班於2013年8月宣布《莎姆雷特》巡演後將無限期暫停演出。
2014年4月，屏風表演班《莎姆雷特》於國家戲劇院封箱演出11場。

## 歷史
- 1986年10月，屏風表演班成立，創辦人李國修兼任團長及藝術總監，草創時期跟九歌兒童劇團、果陀劇場一起擠在一個地下室。創團作品《1812與某種演出》最初五場演出只有五百位觀賞人次，但李國修仍然繼續堅持以他在電視演出的收入來資助劇團。
- 屏風表演班的戲劇經常讓一個演員飾演數個劇中的特色，例如在《三人行不行》系列中的《OH！三岔口》中由三個演員去飾演十二個角色。
- 1988年危機與轉機，屏風表演班第一次財務危機：《拾月／拾日譚》未能獲得觀眾的共鳴，也使屏風面臨首度的財務危機，隨後推出《三人行不行II：城市之慌》，在行銷策略上延續午夜場及跨年演出的作法，除了締造當時小劇場連演40場的新紀錄外，17,100次的觀眾支持，也讓屏風得以繼續在劇場路上前行。
- 1989年屏風受台北市政府教育局之邀參加民國七十八年台北市戲劇季，演出第十一回作品《半里長城》。屏風首度嘗試古裝大型舞台劇演出，從百人小劇場登上大劇場演出。
- 1989年屏風首創：為劇場技術人員投保意外險。
- 1991年屏風首創：《救國株式會社》締造馬拉松式連演70場的紀錄，創下在農曆大年初一至初五表演藝術活動「照常公演、不打烊」的歷史。
- 1991年屏風第十八回作品《鬆緊地帶》，是李國修紀念妻子王月第一次懷孕生子的劇作。然而，在《鬆緊地帶》的演出過程中，卻發生一件「差點解散屏風」的戲外故事。1991年7月7日下午台北市立社會教育館文化活動中心（今臺北市藝文推廣處城市舞台）的演出，飾演安班主的張復健應劇情需要，得從兩張疊起的高桌上作後空翻躍的京劇動作，結果落地的當下摔裂了腿骨；張復健抱傷演完該場次後，在導演的調度與眾演員的默契之下，曾國城臨危授命帶著小抄上台接續演出。幕落之後，李國修卻在舞台中央哽咽地說「解散屏風罷」，因他自責沒好好照顧每一個人。自此，屏風十分注重幕前幕後所有參與人員的安全，李國修再也不希望有任何人因為屏風而受傷。
- 1991年屏風首創「三合一儀式」：屏風五週年之際，李國修首度嘗試改編本土文學作品——改編林懷民原著小說《蟬》的同名舞台劇。走了五年的屏風，開始在每場演出前，集合技術、演員、行政三組人員於舞台中央進行「三合一」的儀式，在彼此的感謝尊重聲中，祈求演出平安、順利！
- 1991年第二次財務危機：《蟬》龐大的舞台支出，讓票房收入僅6成的屏風再度面臨財務危機。團長李國修以私人名義向朋友借貸，才得以渡過這第五個年頭。
- 1992年4月，《莎姆雷特》首演，屏風表演班賣座收入首次與支出打平，營運漸趨穩定。
- 1993年，《徵婚啟事》首演，李國修一人分飾二十個角色，因大受歡迎，屏風表演班首次獲利。
- 1994年，上海舉行國際莎士比亞戲劇節，李國修率領屏風表演班與上海現代人劇社聯合演出《莎姆雷特》，成為到中國大陸演出的第一個台灣劇團。
- 1994年屏風首創：第六回作品《西出陽關》新版，首創舞台上「滂陀大雨」的雨景視覺特效。
- 1995年屏風首創：為觀眾投保公共意外險。
- 1996年，屏風表演班推出《京戲啟示錄》，被外界認為是李國修的代表作之一。同年，由徐譽庭導演的《黑夜白賊》，雖然在藝評界得到很好的名聲，但票房不佳；李國修決定接下來五年內，屏風表演班的戲仍然由他編導。
- 1996年屏風首創：劇團自辦演劇季。
- 1997年屏風表演班《三人行不行》系列作品榮獲第三屆巫永福文學獎，國內劇本首度獲得此一文學獎的肯定。
- 2000年屏風首創：基於票房分析，屏風苦思策略，首創「差別票價策略」——非假日場次票價低於假日場次票價，此舉希望帶動國內觀眾在非假日看戲的習慣。
- 2000年屏風首創：《半里長城》浪笑版開賣一星期即賣出6500張票，首演場售罄。採用非假日差別價及首創耶誕夜加開午夜場的行銷策略。在台中中山堂與1600位現場觀眾一起歡度耶誕夜。
- 2001年，在屏風表演班推出《不思議的國》前一個月，美國發生911事件，造成票房只有兩成。為避免擴大屏風表演班虧損，李國修宣布停演退票。屏風表演班因此裁員，一度陷入營運危機，面臨解散，最終仍然渡過。
- 2001年3月，成立「屏風文教基金會」與「屏風2軍團」。
- 2002年屏風歷經創團十六年來最大的停演危機後，再度推出定目劇《徵婚啟事》，希冀能讓屏風渡過難關。在屏風背水一戰及藝人天心擔任女主角的力挺演出之下，集結屏風之友的強力動員支持，終讓屏風重新站穩了腳步。
- 2007年屏風秉持著長期經營劇場藝術的信念，將歷年受歡迎的經典作品重新編排，深入民間校園，走訪社會各個角落，散播表演藝術的種子。
- 2008年屏風首度對外發行影像作品：紀錄片《鬼門道》由電影導演周美玲經半年跟拍，側記了屏風二十一週年《京戲啟示錄》從排演到演出過程之全紀錄。
- 2009年屏風首創：第卅八回作品《六義幫》全劇近160個角色，超過50個場次。舞台呈現極速流動，全場不暗燈，並撤掉鏡框式舞台的黑色翼幕，打造不同以往的觀戲感受。此外，因劇情所需，劇中出現部份不雅語言。屏風首度實施劇場分級制，比照電影分級制度，將本劇列為『保護級』，建議6歲～12歲觀眾需家長陪同觀賞。本劇舞台、燈光、音樂、投影與服裝的技術CUE點共計535個，遠超越屏風歷年演出技術CUE點紀錄。不論是文本或舞台美學，這都是台灣劇場界又一個創新的突破，也是李國修挑戰劇場生涯的重大革命。
- 2009年 屏風表演班首度公開招募劇場志工，由臺灣北中南三區分批招募，總計報名人數高達257人。經過網路報名、筆面試及長達8小時的培訓課程後，第一屆「屏風小將」192名正式誕生。屏風表演班同步規劃「小將護照」，用完整的小將服務累計制度，給予屏風小將應有的回饋，並不定期舉辦小將聚會；其後又於2011及2013年招募第二及第三屆屏風小將，全台總計313名屏風小將，堪稱台灣藝文界志工團隊奇蹟。

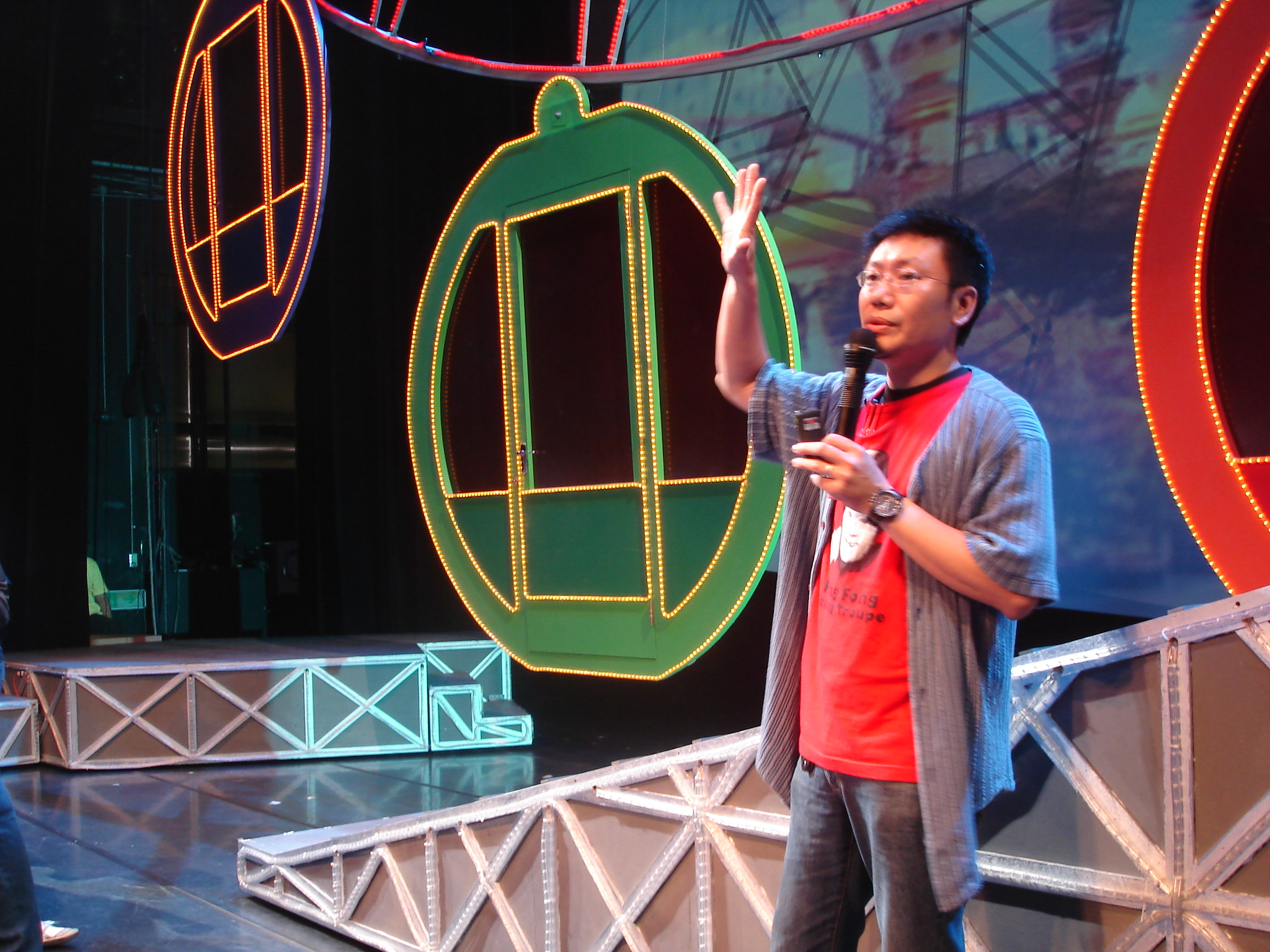
2009年，屏風表演班執行長林佳鋒

- 2009年台灣第一齣原創推理喜劇，把遊樂園搬上劇場舞台的驚奇大作《合法犯罪》。
- 2009年12月屏風《莎姆雷特》首度在上海演出。
- 2010年屏風應臺北國際花卉博覽會邀請，定目演出《百合戀》，並打造台灣第一座升降式水舞台。據主辦單位統計，《百合戀》演出196場，共締造全台30萬人次觀賞記錄，相當於來花博每25人中，就有1人觀賞演出，成績斐然！
- 2011年11月16日原創編導李國修以《京戲啟示錄》劇本，榮獲第34屆吳三連獎文學獎。
- 2011年12月21日，李國修宣布因大腸癌暫別舞台，停止2012年的演出。12月30日，李國修最後一次參與《京戲啟示錄》於台北市立社會教育館城市舞台的公演，並在台北田徑場同步轉播，開放觀眾入場，現場觀眾超過一萬名。
- 2012年10月《三人行不行》受華山藝術節邀請定目連續演出31場，創下在首演前一周，一萬二千二百九十張票券宣告完售的歷史佳績；同年12月移師台北市公館水源劇場加演20場，所有場次開賣不到兩周即再度售罄。短短兩個月內，累積觀眾人數高達兩萬兩千五百七十四人。
- 2013年7～10月，屏風表演班以《三人行不行》進駐百貨公司，創下藝文團隊進駐百貨公司常駐演出首例。[3]
- 2013年，李國修病逝，屏風表演班藝術總監由林佳鋒接任。同年，屏風表演班宣布，年底演完《莎姆雷特》最後一場巡演後，將無限期暫停演出，劇團行政也將解散。[4]
- 2014年，屏風經典劇作《北極之光》翻拍為電影《極光之愛》。

## 歷年作品
- 1987年2月 第一回作品《1812&某種演出》
- 1987年7月 第二回作品《婚前信行為》
- 1987年11月 第三回作品《三人行不行I》
- 1987年12月 第四回作品《傳與本紀》
- 1987年12月 第五回作品《民國76備忘錄》
- 1988年4月 第六回作品《西出陽關》
- 1988年6月 第七回作品《沒有「我」的戲》
- 1988年8月 第八回作品《拾月拾日譚》
- 1988年12月 第九回作品《三人行不行II─城市之慌》
- 1989年3月 第十回作品《變種玫瑰》
- 1989年5月 第十一回作品《半里長城》
- 1989年9月 第十二回作品《愛人同志》
- 1989年12月 第十三回作品《民國78備忘錄》
- 1990年3月 第十四回作品《從此以後，她們不去那家coffee shop》
- 1990年4月 第十五回作品《港都又落雨》
- 1990年9月 第十六回作品《異人館事件》
- 1991年1月 第十七回作品《救國株式會社》
- 1991年5月 第十八回作品《鬆緊地帶》
- 1991年10月 第十九回作品《蟬》
- 1992年4月 第二十回作品《莎姆雷特》
- 1993年5月 第二十一回作品《三人行不行III─OH！三岔口》
- 1993年10月 第二十二回作品《徵婚啟事》
- 1994年12月 第二十三回作品《太平天國》
- 1996年6月 第二十四回作品《黑夜白賊》
- 1996年10月 第二十五回作品《京戲啟示錄》
- 1997年5月 第二十六回作品《未曾相識》
- 1997年10月 第二十七回作品《三人行不行Ⅳ─長期玩命》
- 1998年10月 第二十八回作品《也無風也無雨》
- 1999年5月 第二十九回作品《三人行不行Ⅴ─空城狀態》
- 1999年10月 第三十回作品《我妹妹》
- 2001年4月 第三十一回作品《婚外信行為》
- 2001年10月 第三十二回作品《三人行不行VI－不思議的國》（未公開演出）
- 2002年2月 第三十三回作品《北極之光》
- 2003年10月 第三十四回作品《女兒紅》
- 2005年4月 第三十五回作品《好色奇男子》
- 2005年10月 第三十六回作品《昨夜星辰》
- 2008年4月 第三十七回作品《瘋狂年代》
- 2008年10月 第三十八回作品《六義幫》
- 2009年10月 第三十九回作品《合法犯罪》
- 2010年11月 《百合戀》（2010年台北花博定目劇）
- 2011年4月 第四十回作品《王國密碼》
- 2012年 第四十一回作品《鬼才聽你唱歌》（未公開演出）

## 班底演員
- 李國修
- 郭子乾
- 曾國城
- 劉珊珊
- 樊光耀
- 鍾欣凌
- 朱陸豪
- 朱德剛
- 邱逸峰
- 吳怡霈
- 杜詩梅
- 狄志杰
- 黃嘉千
- 張本渝
- 季芹
- 黃宇琳
- 郭耀仁
- 楊閔
- 林東緒
- 鄭凱云
- 黃浩詠

## 累積場次與觀賞人次
至2014年4月27日止，累積場次為1,892場，累積觀賞人次為1,575,111人次。

## 大事記
- 1986年10月，屏風表演班成立
- 2001年，推出《不思議的國》前一個月，美國發生911事件，造成賣座票房只有兩成。為避免擴大劇團虧損，李國修宣布停演退票。屏風表演班因此裁員，一度陷入營運危機，但最終仍然渡過。
- 2011年12月，李國修宣布暫別舞台，並於台北田徑場轉播《京戲啟示錄》公演
- 2013年7月2日，創辦人李國修因大腸癌於03:34在中國醫藥大學附設醫院病逝，享年58歲
- 2013年12月29日宣布後無限期暫停演出，但因受國立中正文化中心邀請，決定將於2014年4月在國家戲劇院演出《莎姆雷特》，希望能在台灣劇場指標地位畫上暫時休止符。
- 2014年屏風表演班繼承人王月為將李國修作品轉拍為電影，宣布2014年4月24～27日於國家劇院加演《莎姆雷特》籌綽電影拍攝資金。[5]。

## 外部連結
- 屏風表演班的Facebook專頁
- 屏風表演班-台灣大百科全書 （页面存档备份，存于）